# عادل النجار
عادل النجار ، ممثل ومدبلج كويتي . عُرف بمشاركته في عدد من الأعمال التلفزيونية ومسلسلات الرسوم المتحركة المدبلجة إلى اللغة العربية

## عن حياته
له العديد من الأعمال التلفزيونية في المسلسلات ودوبلاج الرسوم المتحركة .

## أعماله
شارك عادل النجار في دبلجة عدة مسلسلات كرتونية شهيرة، منها:
- توم سوير
- مغامرات نحول بشار
- لوسي

تُعد هذه الأعمال من المسلسلات التي لاقت رواجًا واسعًا في العالم العربي خلال فترة الثمانينيات والتسعينيات، وكان لصوته دور بارز في إيصال الشخصيات إلى الجمهور العربي

### مشاركاته التلفزيونية
بالإضافة إلى أعماله في الدبلجة، شارك عادل النجار في عدد من المسلسلات التلفزيونية الكويتية، مما أسهم في تعزيز حضوره الفني على الساحة المحلية.

## روابط خارجية
- عادل النجار على موقع قاعدة بيانات الأفلام العربية